# Poul Møller
Poul Martin Møller (21 de março de 1794 – Copenhague, 13 de março de 1838) foi um filósofo dinamarquês.
Foi a principal influência do também filósofo Søren Kierkegaard, seu aluno. Foi professor de filosofia na Universidade de Copenhague durante grande parte da sua vida. Møller foi autor do romance Aventuras de um estudante dinamarquês, que nunca foi acabado. Este trabalho foi o livro favorito do físico e pensador dinamarquês Niels Bohr (1885-1962).
Sua sepultura está localizada no Cemitério Assistens.